# Exodus (album de DMX)
Pour les articles homonymes, voir Exodus.
Albums de DMX
Undisputed
(2012)
Exodus est le huitième et dernier album studio du rappeur DMX sorti en 2021. Il sort à titre posthume après le décès de l'artiste en avril 2021,.
L'album est produit par un fréquent collaborateur de DMX, Swizz Beatz. Il contient par ailleurs de nombreuses apparitions d'autres artistes comme The Lox, Jay-Z, Nas, Bono, Alicia Keys, Snoop Dogg, Lil Wayne et Usher.

## Historique
DMX n'avait plus sorti d'album studio depuis Undisputed (2012) et n'avait plus collaboré avec le label Def Jam depuis son opus Grand Champ (2003).
Exodus est développé avant la mort du rappeur, survenue en avril 2021. Il enregistre notamment dans le studio de Snoop Dogg à Los Angeles. Son fidèle collaborateur Swizz Beatz officie comme producteur exécutif de l'album.
Peu après sa mort, un message sur son compte Instagram annonce la sortie d'un nouvel album pour le 28 mai : « 5/28 The Legacy continues....#ExodusAlbum ».

## Accueil critique
Sur l'agrégateur de critiques américain Metacritic, Exodus obtient une note moyenne de 72⁄100 pour 5 critiques.
Jeff Ihaza du magazine Rolling Stone écrit une critique mitigée de l'album. S'il apprécie la façon de rapper de DMX et la production de Swizz Beatz, il regrette que l'album « ne peut pas échapper à la réalité dans laquelle il existe » en raison du fait qu'il a été achevé avant la mort de DMX. Comme exemple, le journaliste écrit notamment qu'il est « difficile d'écouter une chanson comme Bath Salt - mettant en vedette Jay-Z et Nas rappant sur le fait d'être des milliardaires à succès » sans ressentir une teinte de désespoir à la mort de DMX.
Dans The Guardian, Alexis Petridis écrit une critique globalement positif et pense notamment que Exodus « ressemble beaucoup plus à une réaffirmation audacieuse des valeurs fondamentales qu'à une tentative de suivre les tendances ». Il trouve cependant que certains parties de l'opus sont « étrangement sombres ».
Dans La Dépêche du Midi, on peut notamment lire « Avec les célèbres aboiements de DMX plus féroces que jamais, le style brut et dur du rappeur parmi les plus sombres de l'histoire est au rendez-vous, notamment sur les titres That's My Dog, Hood Blues et ou Bath Salts. Mais sa sensibilité poétique et sa vulnérabilité sont présentes aussi, notamment sur Hold Me Down, accompagné d'un fervent piano. »

## Liste des titres
| No  | Titre                                                                        | Auteur                                                                                             | Producteurs                                                 | Durée |
| --- | ---------------------------------------------------------------------------- | -------------------------------------------------------------------------------------------------- | ----------------------------------------------------------- | ----- |
| 1.  | That's My Dog (featuring the Lox & Swizz Beatz)                              | - Earl Simmons - Jason Phillips - David Styles - Sean Jacobs - Kasseem Dean - Abraham Orellana     | - Swizz Beatz - AraabMuzik                                  | 5:06  |
| 2.  | Bath Salts (featuring Jay-Z & Nas)                                           | - Simmons - Shawn Carter - Nasir Jones - Dean - Michael Forno                                      | - Swizz Beatz - Prime Maximus                               | 3:00  |
| 3.  | Dog's Out (featuring Lil Wayne & Swizz Beatz)                                | - Simmons - Dwayne Carter - Dean - Orellana - Anslem Douglas - Osbert Gurley                       | - Swizz Beatz - AraabMuzik                                  | 2:46  |
| 4.  | Money Money Money (featuring Moneybagg Yo)                                   | - Simmons - Demario White, Jr. - Dean - Jean-Jacques Debout - Huard Dumas - Pierre Porte           | Swizz Beatz                                                 | 2:09  |
| 5.  | Hold Me Down (featuring Alicia Keys)                                         | - Simmons - Alicia Augello-Cook - Dean                                                             | Swizz Beatz                                                 | 3:39  |
| 6.  | Skyscrapers (featuring Bono)                                                 | - Simmons - Paul Hewson - Sean Fenton - Dean - Jerry Duplessis - Tyrone Johnson - Arden Altino     | - Swizz Beatz - Wonda - Musicman Ty - Keyz (co.)            | 3:25  |
| 7.  | Stick Up Skit (featuring Cross, Infrared, and Icepick)                       | - Simmons - Dean                                                                                   |                                                             | 0:47  |
| 8.  | Hood Blues (featuring Westside Gunn, Benny the Butcher & Conway The Machine) | - Simmons - Alvin Worthy - Jeremie Pennick - Demond Price - Dean - Avery Chambliss - Marlene Moore | - Swizz Beatz - Avenue Beatz                                | 4:36  |
| 9.  | Take Control (featuring Snoop Dogg)                                          | - Simmons - Calvin Broadus - Denaun Porter - Dean - David Ritz - Marvin Gaye - Odell Brown         | - Mr. Porter - Swizz Beatz (co.)                            | 3:51  |
| 10. | Walking in the Rain (featuring Nas, Exodus Simmons & Denaun)                 | - Simmons - Jones - Porter - Dean - Tim Schoegje - Lucky Specht - Thomas Forbes                    | - Mr. Porter - Swizz Beatz (co.) - Shroom (add.)            | 4:00  |
| 11. | Exodus Skit                                                                  | |                                                             | 0:21  |
| 12. | Letter to My Son (Call Your Father) (featuring Usher and Brian King Joseph)  | - Simmons - Usher Raymond IV - Brian King Joseph - Nasri Atweh - Dean - Johnson                    | - Swizz Beatz - Musicman Ty                                 | 4:05  |
| 13. | Prayer                                                                       | - Simmons - Kanye West - Jahmal Gwin - Derek Watkins                                               | - Kanye West - BoogzDaBeast (co.) - Fonzworth Bentley (co.) | 2:02  |

## Samples
Sources : WhoSampled
- Hood Blues contient un sample de Shady Blues de Lee Mason & His Orchestra.
- Stick Up (Skit) contient un extrait de Party Up de DMX.
- Take Control contient un extrait de Sexual Healing de Marvin Gaye.
- Money Money Money contient un sample de J’ai Le Cœur En Joie, J’ai Le Cœur En Peine de Chantal Goya